# Hemidactylus kamdemtohami
Hemidactylus kamdemtohami là một loài thằn lằn trong họ Gekkonidae. Loài này được Bauer & Pauwels mô tả khoa học đầu tiên năm 2002.